# Walter Caspari (Offizier)
Karl Georg Erwin Walter Caspari (* 26. Juli 1877 in Detmold; † 29. Juli 1962 in Bremen) war ein deutscher Militär- und Polizeioffizier sowie Führer eines nach ihm benannten Freikorps, das maßgeblich an der Niederschlagung der Bremer Räterepublik beteiligt war. Er stand von 1922 zunächst der Schutzpolizei und bis 1933 der Ordnungspolizei in Bremen vor.

## Leben
Walter war der Sohn des Geheimen Justizrates Albrecht Caspari (1845–1927) und dessen Ehefrau Teo, geborene Barkhausen (Barckhausen).
Caspari wurde Kadett, legte 1896 sein Abitur ab und trat anschließend als Fähnrich in das Infanterie-Regiment „von Wittich“ (3. Kurhessisches) Nr. 83 der Preußischen Armee in Kassel ein. Von 1900 bis 1901 nahm er beim 5. Ostasiatischen Infanterie-Regiment an der Niederschlagung des Boxeraufstandes in China teil. 1902 wurde er zum Infanterie-Regiment „Bremen“ (1. Hanseatisches) Nr. 75 in Bremen versetzt. Am Ersten Weltkrieg nahm er als Kompaniechef und als Bataillonskommandeur teil. Er wurde 1918 mit dem Orden Pour le Mérite ausgezeichnet und zum Major befördert.
Am 1. Januar 1919 kehrte er mit dem Infanterie-Regiment „Bremen“ (1. Hanseatisches) Nr. 75 nach Bremen zurück, wo sich im Rahmen der Novemberrevolution ein Arbeiter- und Soldatenrat gegründet und die Macht übernommen hatte. Im Vorfeld kam es zu einer Einigung, nach der das Regiment am Soldatenrat beteiligt werden würde, seine Waffen behalten und polizeiliche Aufgaben erfüllen sollte. Bei dem Einzug in die vorgesehenen Quartiere wurde das Regiment von bewaffneten Arbeitern gezwungen, die Waffen abzugeben. Die entsprechenden Verhandlungen führte unter anderem Caspari. Nachdem der Arbeiter- und Soldatenrat trotz der Entwaffnung eine Beteiligung am Soldatenrat zuließ, musste Caspari auf Druck der Kommunisten auf den Sitz im Soldatenrat verzichten.
Nachdem ab dem 29. Januar 1919 in Verden von der Reichsregierung ausgesandte Reichswehreinheiten, die sogenannte „Division Gerstenberg“, zusammengezogen wurden, sammelte Caspari etwa 600 Freiwillige als „Freikorps Caspari“ in Verden um sich. Zusammen mit der „Division Gerstenberg“ griff das Freikorps am 4. Februar die Räterepublik an und zerschlug sie bis zum Abend.
Nach der Niederschlagung der Räterepublik wurde ab dem 8. Februar 1919 eine „Regierungsschutztruppe“ mit einer Stärke von 1.400 Mann vor allem aus dem Freikorps Caspari, Regierungssoldaten und Freiwilligen gebildet. Am 1. November 1919 wurde aus Teilen dieser Schutztruppe die Sicherheitspolizei und ab September 1920 die Schutzpolizei unter Walter Caspari gebildet. 1922 wurde Caspari Leiter der gesamten Ordnungspolizei in Bremen.
1925 verurteilte ein belgisches Kriegsgericht Caspari in Abwesenheit zum Tode, weil er einen Priester und einen Landwirt am 18. August 1914 vorsätzlich getötet habe. 1925 ermittelte auch der Oberreichsanwalt in Leipzig deswegen gegen Caspari wegen Kriegsverbrechen. Das Verfahren wurde nach Aussage des deutschen Gerichts wegen mangelnder Zeugenbelege aus Belgien eingestellt.
Im Jahr 1931 war Walter Caspari für den Posten des Polizeisenators im Gespräch, falls es zu einer Regierungsbeteiligung der Nationalsozialistischen Deutschen Arbeiterpartei käme. Trotzdem lehnte er, als am 6. März 1933 die Nationalsozialisten verfassungswidrig in Bremen die Macht übernahmen, den Einsatz der Polizei zugunsten der Nationalsozialisten ab. Am 10. April 1933 musste er daraufhin seinen Abschied nehmen und wurde bei dieser Gelegenheit noch zum Polizeigeneral befördert. Er trat zum 1. Mai 1933 der NSDAP bei (Mitgliedsnummer 2.901.450). Paul von Lettow-Vorbeck kritisierte die Absetzung Casparis.
Ab 1940 befehligte er als Wehrmachtsoberst Ersatzeinheiten in Delmenhorst.
Im Zweiten Weltkrieg war Caspari als Oberst z.V. noch Kommandeur des Infanterie-Ersatz-Regiments 269 in Delmenhorst. Am 31. Juli 1942 wurde seine Mobilmachungsbestimmung aufgehoben.
Caspari war verheiratet mit Amalfreda Eva Hertha Reinhold. Nach dem Krieg lebte er wieder in Bremen. Casparis Asche wurde im Familiengrab in Kassel beigesetzt.
Nach Walter Caspari wurde die inzwischen aufgelöste Caspari-Kaserne in Delmenhorst benannt.